# Jimmy Reid
Jimmy Reid, James "Jimmy" Reid (9 de julio de 1932 - 10 de agosto de 2010) fue sindicalista, orador, político y periodista británico, nacido en Govan, Glasgow. Su papel como portavoz y líder de la ocupación trabajadora de los astilleros de Upper Clyde Shipbuilders entre junio de 1971 y octubre de 1972 le ganó reconocimiento internacional. Luego se desempeñó como Rector de la Universidad de Glasgow y posteriormente se convirtió en periodista y locutor. Pasó de comunista a ser miembro del Partido Laborista, y finalmente se unió al Partido Nacional Escocés. Reid pensaba que la independencia y el socialismo eran totalmente compatibles. Falleció en 2010 tras una larga enfermedad.